# Ögats historia
Ögats historia (originaltitel: L'histoire de l'œil) är en roman från 1928 av Georges Bataille. Boken, som var Batailles första skönlitterära verk, publicerades ursprungligen under pseudonymen Lord Auch. Handlingen kretsar kring två tonåringar – den namnlöse berättaren och hans primära sexuella partner Simone – och deras gryende sexualitet, vilken inkluderar allt starkare element av fetischism och parafili. 
Ögats historia har ofta beskrivits som ett pornografiskt eller erotiskt verk, men bland andra Roland Barthes har motsatt sig denna definition och menar att boken främst bör betraktas som ett symbolistiskt och surrealistiskt verk.